# دیگرسو
«دیگَرسو» (به انگلیسی: Otherside) ترانه‌ای از گروه راک رد هات چیلی پپرز و یکی از قطعه‌های آلبوم کالیفرنیکیشن است که در سال ۱۹۹۹ منتشر شد.

## ساخت و محتوا
اعضای رد هات چیلی پپرز پس از مرگ هیلل اسلووک بر اثر اُوِردوز هروئین، معمولاً در هر آلبوم ترانه‌ای را به یاد او نوشته‌اند. برخی از بهترین آثار گروه آن‌هایی هستند که برای اسلووک نوشته شده‌اند اما «دیگَرسو» بهترین آن‌هاست. با این‌حال آنچه در اشعار اشاره شده می‌تواند به همهٔ اعضای گروه به‌طور عمومی اشاره داشته باشد، از جمله آنتونی کیدیس و جان فروشانته که هر دو در دوره‌ای به خاطر اعتیاد به مواد مخدر فعالیت حرفه‌ای‌شان با وقفه مواجه شد. تفسیرهای ارائه شده برای این ترانه چندگانه‌اند و از عنوان تا ویدئوی آن را شامل می‌شوند. سرهم نوشته شدن «Otherside» خیر و شر را به عنوان یک چیز واحد مثل دو روی یک سکه نشان می‌دهد. خیر یا خوبی همان چیزی است که ترانه در جستجوی آن است، در حالی که شَر آن بخش است که به مواد مخدر مربوط می‌شود.
ریف ۱۳ نُتهٔ گیتار فروشانته در این ترانه یکی از نمادهای راک مُدرن است.
مجلهٔ کرانگ! «دیگَرسو» را قدرتمندترین بیان فروشانته از دست و پنجه نرم کردنش با احساساتی همچون هراس، سرافکندگی، ماتم‌زدگی و درماندگی دانسته‌است.

## موزیک ویدئو
ویدئوی «دیگرسو» را جاناتان دیتون و ولری فاریس ساخته‌اند. این ویدئو که با الهام از هنر اکسپرسیونیسم آلمان ساخته شده جهانی گوتیک و کوبیسمی را به تصویر می‌کشد. ویدئوی «دیگرسو» تجسمی هولناک از توهم‌های بصری افراد در زمان نشئگی را نمایش می‌دهد و شاید بتوان قوی‌ترین بخش آن را پایانش دانست که دقیقاً به همان صحنهٔ آغازین بازمی‌گردد و نمادی از چرخهٔ تکراری اعتیاد است.

## موقعیت در جدول‌های فروش موسیقی

### جدول‌های هفتگی
| چارت (۲۰۰۰)                                      | بالاترین جایگاه |
| ------------------------------------------------ | --------------- |
| جدول‌های ای‌آرآی‌ای استرالیا                        | ۳۱              |
| جدول تک‌آهنگ‌های برتر مجلهٔ آرپی‌ام کانادا           | ۳۲              |
| جدول تک‌آهنگ‌های راک و آلترنتیو مجلهٔ آرپی‌ام کانادا | ۱               |
| یوروچارت هات ۱۰۰                                 | ۷۴              |
| جدول کنترل رسانه آلمان                           | ۴۴              |
| جدول آی‌اف‌پی‌آی یونان                              | ۱۰              |
| جدول ۴۰ تک‌آهنگ برتر ایسلند                       | ۱               |
| جدول فدراسیون صنعت موسیقی ایتالیا                | ۱۷              |
| جدول ۱۰۰ تک‌آهنگ برتر هلند                        | ۲۴              |
| جدول انجمن صنعت ضبط نیوزیلند                     | ۵               |
| جدول تک‌آهنگ‌های اسکاتلند (آفیشال چارتس)           | ۳۱              |
| فهرست برترین‌های سوئد                             | ۱۹              |
| جدول موسیقی سوئیس                                | ۶۵              |
| جدول تک‌آهنگ‌های بریتانیا                          | ۳۳              |
| جدول بیلبورد هات ۱۰۰                             | ۱۴              |
| جدول ترانه‌های آلترناتیو مجلهٔ بیلبورد             | ۱               |
| جدول ۴۰ تک‌آهنگ برتر بزرگسالان مجلهٔ بیلبورد       | ۱۱              |
| جدول ۴۰ تک‌آهنگ برتر جریان اصلی مجلهٔ بیلبورد      | ۲۶              |
| جدول جریان اصلی راک مجلهٔ بیلبورد                 | ۲               |
| جدول ترانه‌های ادالت آلترنتیو مجلهٔ بیلبورد        | ۱۲              |